# Seznam českých hráčů v NHL v sezóně 2021/2022
Toto je seznam hráčů Česka, kteří se objevili v NHL v sezóně 2021/2022.
- Nehráli play-off

| Klub                        | Hráč                                        | Link           | Play off                                                |
| Západní divize              | Západní divize                              | Západní divize | Západní divize                                          |
| --------------------------- | ------------------------------------------- | -------------- | ------------------------------------------------------- |
| Anaheim Ducks               | Dominik Simon • Andrej Šustr                | Zde            | Ne                                                      |
| Calgary Flames              | Daniel Vladař                               | Zde            | Druhé kolo (prohra 1:4 na zápasy s Edmonton Oilers)     |
| Edmonton Oilers             | nikdo                                       | Zde            | Finále ZK (prohra 0:4 na zápasy s Colorado Avalanche)   |
| Los Angeles Kings           | nikdo                                       | Zde            | První kolo (prohra 3:4 na zápasy s Edmonton Oilers)     |
| San Jose Sharks             | Tomáš Hertl • Radim Šimek • Adam Raška      | Zde            | Ne                                                      |
| Seattle Kraken              | nikdo                                       | Zde            | Ne                                                      |
| Vancouver Canucks           | nikdo                                       | Zde            | Ne                                                      |
| Vegas Golden Knights        | Jiří Patera                                 | Zde            | Ne                                                      |
| Střední divize              |                                             |                |                                                         |
| Arizona Coyotes             | Karel Vejmelka • Dmitrij Jaškin             | Zde            | Ne                                                      |
| Chicago Blackhawks          | Jakub Galvas • Dominik Kubalík              | Zde            | Ne                                                      |
| Colorado Avalanche Vítěz SC | Pavel Francouz • Martin Kaut                | Zde            | Finále výhra 4:2 na zápasy s Tampa Bay Lightning        |
| Dallas Stars                | Radek Faksa                                 | Zde            | První kolo (prohra 3:4 na zápasy s Calgary Flames)      |
| Minnesota Wild              | nikdo                                       | Zde            | První kolo (prohra 2:4 na zápasy s St. Louis Blues)     |
| Nashville Predators         | David Rittich                               | Zde            | První kolo (prohra 0:4 na zápasy s Colorado Avalanche)  |
| St. Louis Blues             | nikdo                                       | Zde            | Druhé kolo (prohra 2:4 na zápasy s Colorado Avalanche)  |
| Winnipeg Jets               | Kristian Reichel                            | Zde            | Ne                                                      |
| Severní divize              |                                             |                |                                                         |
| Boston Bruins               | David Pastrňák • Tomáš Nosek • Jakub Zbořil | Zde            | První kolo (prohra 3:4 na zápasy s Carolina Hurricanes) |
| Buffalo Sabres              | nikdo                                       | Zde            | Ne                                                      |
| Detroit Red Wings           | Filip Zadina • Jakub Vrána • Filip Hronek   | Zde            | Ne                                                      |
| Florida Panthers            | Radko Gudas                                 | Zde            | Druhé kolo (prohra 0:4 na zápasy s Tampa Bay Lightning) |
| Montreal Canadiens          | nikdo                                       | Zde            | Ne                                                      |
| Ottawa Senators             | nikdo                                       | Zde            | Ne                                                      |
| Tampa Bay Lightning         | Ondřej Palát • Jan Rutta                    | Zde            | Finále prohra 2:4 na zápasy s Colorado Avalanche        |
| Toronto Maple Leafs         | Petr Mrázek • David Kämpf • Ondřej Kaše     | Zde            | První kolo (prohra 3:4 na zápasy s Tampa Bay Lightning) |
| Východní divize             |                                             |                |                                                         |
| Carolina Hurricanes         | Martin Nečas                                | Zde            | Druhé kolo (prohra 3:4 na zápasy s New York Rangers)    |
| Columbus Blue Jackets       | Jakub Voráček                               | Zde            | Ne                                                      |
| New Jersey Devils           | Pavel Zacha                                 | Zde            | Ne                                                      |
| New York Islanders          | nikdo                                       | Zde            | Ne                                                      |
| New York Rangers            | Filip Chytil • Libor Hájek                  | Zde            | Finále VK (prohra 2:4 na zápasy s Tampa Bay Lightning)  |
| Philadelphia Flyers         | nikdo                                       | Zde            | Ne                                                      |
| Pittsburgh Penguins         | Radim Zohorna                               | Zde            | První kolo (prohra 3:4 na zápasy s New York Rangers)    |
| Washington Capitals         | Vítek Vaněček • Michal Kempný               | Zde            | První kolo (prohra 2:4 na zápasy s Florida Panthers)    |